# Transformco
Transform SR Brands LLC, Transformco eller "New Sears" er en amerikansk detailhandelskoncern. Den blev etableret 11. februar 2019 for at overtage aktiverne i Sears Holdings Corporation. Det nye selskab er ejet af ESL Investments. De har 45.000 ansatte (2019).
Deres butikskæder inkluderer: Sears, Sears Hometown Stores, Monark Premium og Kmart.